# Semitoo
Semitoo (* 13. August 1981; bürgerlich Patrick John) ist ein spanischer House-DJ & Musikproduzent im Bereich der kommerziellen elektronischen Clubmusik. Sein Stil lässt sich in das Genre Dance-Pop/House einordnen, daneben fallen einige seiner Veröffentlichungen auch in die Bereiche Deep-House, Electro & Slap House.

## Leben
John wurde in Deutschland geboren und nahm bereits im Alter von 10 Jahren Klavierunterricht. Die elektronische Musik spielte schon seit seiner frühen Jugend eine wichtige Rolle, wo er als DJ auf privaten Feiern und kleineren Events auftrat. Ebenso interessierte er sich auch für die Musikproduktion, besuchte Kurse, begann ab 1997 sein eigenes Studio aufzubauen und produzierte zunächst für einige kleine Soloprojekte und war später Teil diverser Danceacts.
Im Jahr 2013 begann er, unter dem Pseudonym Semitoo regelmäßig Titel zu veröffentlichen, welche neben den Streamingportalen auch auf zahlreichen Compilations wie Future Trance, Dream Dance, Club Sounds, Kontor Top Of The Clubs, Clubfete, Pioneer, I Like Fiesta etc. zu finden sind.
Den ersten Song All I Need, nahm er mit der Sängerin Jules Palmer auf. Die Follow-Up-Single Weekend To Begin, wurde im Februar 2014 über das Plattenlabel Sounds United Records veröffentlicht und stieg kurze Zeit später in zahlreiche Dance-Charts ein. Darunter waren Top-20 Platzierungen in den offiziellen deutschen Dance-Charts, den Top 50 Dance-Charts sowie 44-House.
Im Juli 2014 produzierte er mit dem österreichischen Musikproduzent Markus Kornschober unter dem Projektnamen Semitoo & Marc Korn die gemeinsame Single Holiday, in Zusammenarbeit mit CvB und Orry Jackson.
Die Vocals des Songs stammen von der deutschen Studiosängerin Caroline von Brünken. Remixe von Andre Lacoure & Klubbingman sowie RainDropz! ergänzten das Release in den Bereichen Progressive House und Hands up.
Im Team mit dem US-amerikanischen Sänger & Songwriter Nicco entstand 2017 die neue Dance-Hymne Shadows.
Im Februar 2018 folgte mit One Kiss die zweite Collaboration mit Head Roc Music. Zum Original im Deep-House-Style wurde noch ein clubtauglicher Remix von den Bodybangers beigesteuert.
Die im Mai 2018 veröffentlichte Single With You wurde nicht nur von Nicco mit geschrieben, sondern auch gesungen. Auch hier wurde das Paket durch Remixe von Klaas Gerling und dem österreichischen DJ Selecta ergänzt.
Mit der im Oktober 2018 veröffentlichten Single „Temporary“ bewegte sich Semitoo stilistisch weg von dem klassischen Dance-Sound, den seine vorherigen Veröffentlichungen prägten. „Temporary“ löst sich vom 4-to-the-Floor-Beat. Ein Hauch von Future-Pop garniert den Track. Die Vocals der Single wurden von einer bekannten Sängerin aufgenommen, die schon mit Tiesto, Showtek, Blasterjaxx und vielen weiteren Star-Acts zusammengearbeitet hat.
Ein club-tauglicher „Semitoo & Marc Korn Remix“ erschien am 23.11. ebenfalls via Planet Punk Music.
Mit „Heaven“ legte Semitoo 2019 eine Follow-Up-Single im ähnlichen Stil vor. Der Dance-Popsong, erschien am 5. April und war seine erste Veröffentlichung für das Sony Music Entertainment-Label RCA Records, das Semitoo im Februar 2019 unter Vertrag nahm.
2022 veröffentlichte Semitoo insgesamt 46 Singles, darunter diverse Zusammenarbeiten mit Klaas Gerling, Crystal Rock, Marc Korn, Moodygee, Adam Bü, Morpheus etc., rangiert aktuell auf #28 in der Climax Liste der meistgehörten spanischen Danceproduzenten und seine Songs erreichten bisher mehr als 125 Millionen Streams bei Spotify.

### Plattenlabel
Nachdem er seine Debütsingle „All I Need“ 2013 über das eigene Plattenlabel Mitoomusic und die Nachfolgesingle „Weekend To Begin“ bei Sounds United Records veröffentlicht hatte, wurde er im Jahr 2014 vom deutschen Independent-Dance-Label Planet Punk Music unter Vertrag genommen. Seine Songs erschienen seitdem parallel auch auf dem spanischen Major-Dance-Label Blanco y Negro Music.
Bei Sony Music Entertainment unterschrieb er im Jahre 2019.
Seit 2021 ist er bei dem spanischen Label Dance Magic Records unter Vertrag.

## Diskografie

### Singles
| Jahr | Titel                                                                              | Anmerkungen                                                                           |
| ---- | ---------------------------------------------------------------------------------- | ------------------------------------------------------------------------------------- |
| 2013 | All I Need Semitoo (feat. Jules Palmer)                                            | Erstveröffentlichung: 7. Oktober 2013 Label: Mitoomusic                               |
| 2014 | Weekend To Begin Semitoo                                                           | Erstveröffentlichung: 21. Februar 2014 Label: Sounds United Records                   |
| 2014 | Holiday Semitoo x Marc Korn (feat. CvB & Orry Jackson)                             | Erstveröffentlichung: 21. Juli 2014 Label: Planet Punk Music (High Five Records)      |
| 2017 | Shadows Semitoo (feat. Head Rockerzz)                                              | Erstveröffentlichung: 29. September 2017 Label: Planet Punk Music (High Five Records) |
| 2018 | One Kiss Semitoo                                                                   | Erstveröffentlichung: 16. Februar 2018 Label: Planet Punk Music (High Five Records)   |
| 2018 | With You Semitoo (feat. Nicco)                                                     | Erstveröffentlichung: 18. Mai 2018 Label: Planet Punk Music (You Love Dance)          |
| 2018 | We Own The Night Semitoo                                                           | Erstveröffentlichung: 24. August 2018 Label: Planet Punk Music (High Five Records)    |
| 2018 | Temporary Semitoo                                                                  | Erstveröffentlichung: 26. Oktober 2018 Label: Planet Punk Music (You Love Dance)      |
| 2019 | Heaven Semitoo                                                                     | Erstveröffentlichung: 5. April 2019 Label: Sony Music (RCA Records)                   |
| 2019 | Paradise Semitoo                                                                   | Erstveröffentlichung: 16. August 2019 Label: Planet Punk Music (You Love Dance)       |
| 2019 | Hit The Light Semitoo x Marc Korn x Marc Crown                                     | Erstveröffentlichung: 1. November 2019 Label: Planet Punk Music (You Love Dance)      |
| 2020 | Stronger Semitoo                                                                   | Erstveröffentlichung: 24. Januar 2020 Label: Planet Punk Music (You Love Dance)       |
| 2020 | Wonderful Life Marc Korn x Semitoo x Jaycee Madoxx                                 | Erstveröffentlichung: 7. Februar 2020 Label: Planet Punk Music (You Love Dance)       |
| 2020 | The Melody Semitoo x Marc Korn                                                     | Erstveröffentlichung: 10. April 2020 Label: Planet Punk Music (You Love Dance)        |
| 2020 | How Do You Do Semitoo x Marc Korn                                                  | Erstveröffentlichung: 22. Mai 2020 Label: Planet Punk Music (You Love Dance)          |
| 2020 | Get You Down Semitoo                                                               | Erstveröffentlichung: 3. Juli 2020 Label: Planet Punk Music (You Love Dance)          |
| 2020 | Ready For Someday Semitoo x Ancalima x Marc Korn                                   | Erstveröffentlichung: 9. Oktober 2020 Label: Planet Punk Music (You Love Dance)       |
| 2021 | Esta Mañana Semitoo x Marc Korn                                                    | Erstveröffentlichung: 8. Januar 2021 Label: Dance Magic Records                       |
| 2021 | I Want It Munéz x Semitoo                                                          | Erstveröffentlichung: 22. Januar 2021 Label: Dance Magic Records                      |
| 2021 | Skip For Love Munéz x Semitoo                                                      | Erstveröffentlichung: 5. Februar 2021 Label: Dance Magic Records                      |
| 2021 | Monster Marc Korn x Semitoo x Phil Praise                                          | Erstveröffentlichung: 19. Februar 2021 Label: Dance Magic Records                     |
| 2021 | Samba De Janeiro Marc Korn x Semitoo x Crystal Rock                                | Erstveröffentlichung: 19. März 2021 Label: Dance Magic Records                        |
| 2021 | Show Me The Meaning Of Being Lonely Marc Korn x Adam Bü x Semitoo                  | Erstveröffentlichung: 2. April 2021 Label: Dance Magic Records                        |
| 2021 | I Was Made For Lovin' You Marc Crown x Marc Kiss x Semitoo                         | Erstveröffentlichung: 21. Mai 2021 Label: Dance Magic Records                         |
| 2021 | Clarity Semitoo x Marc Korn x Phil Praise                                          | Erstveröffentlichung: 25. Juni 2021 Label: Dance Magic Records                        |
| 2021 | Wouldn't It Be Good Semitoo                                                        | Erstveröffentlichung: 9. Juli 2021 Label: Dance Magic Records                         |
| 2021 | Million Miles Semitoo x Marc Korn x Morpheus                                       | Erstveröffentlichung: 6. August 2021 Label: Dance Magic Records                       |
| 2021 | Hide And Seek Dan Kers x Semitoo                                                   | Erstveröffentlichung: 20. August 2021 Label: Dance Magic Records                      |
| 2021 | Chasing Highs FLX x Karl Kane x Semitoo                                            | Erstveröffentlichung: 3. September 2021 Label: Dance Magic Records                    |
| 2021 | Think Twice Marc Korn x Semitoo x Moodygee                                         | Erstveröffentlichung: 17. September 2021 Label: Dance Magic Records                   |
| 2021 | Never Gonna Hide FLX x Semitoo x Marc Korn                                         | Erstveröffentlichung: 1. Oktober 2021 Label: Dance Magic Records                      |
| 2021 | Revolution In Paradise Marc Korn x Semitoo x Sary                                  | Erstveröffentlichung: 22. Oktober 2021 Label: Dance Magic Records                     |
| 2021 | Jealousy Antony Vibes x Semitoo x Marc Korn, feat. Scarlet                         | Erstveröffentlichung: 5. November 2021 Label: Dance Magic Records                     |
| 2021 | Never Let Me Go Marc Korn x Semitoo x Jaycee Madoxx                                | Erstveröffentlichung: 19. November 2021 Label: Dance Magic Records                    |
| 2021 | Cambodia Klaas x Semitoo                                                           | Erstveröffentlichung: 26. November 2021 Label: Dance Magic Records                    |
| 2021 | The One And Only Mac Maya x Semitoo x Marc Korn                                    | Erstveröffentlichung: 17. Dezember 2021 Label: Dance Magic Records                    |
| 2021 | U & I Quickdrop x Jaycee Madoxx x Semitoo                                          | Erstveröffentlichung: 24. Dezember 2021 Label: Dance Magic Records                    |
| 2021 | Gunshot Marc Korn x Mokaby x Semitoo                                               | Erstveröffentlichung: 31. Dezember 2021 Label: Dance Magic Records                    |
| 2022 | Monkeymind Marc Korn x Semitoo x Crystal Rock                                      | Erstveröffentlichung: 14. Januar 2022 Label: Dance Magic Records                      |
| 2022 | TETRIS Semitoo x ThomTree x VALOMA                                                 | Erstveröffentlichung: 28. Januar 2022 Label: Dance Magic Records                      |
| 2022 | To The Moon & Back Chavano x Semitoo x VALOMA                                      | Erstveröffentlichung: 4. Februar 2022 Label: Dance Magic Records                      |
| 2022 | No, No, Never Marc Korn x Semitoo x Beam                                           | Erstveröffentlichung: 11. Februar 2022 Label: Dance Magic Records                     |
| 2022 | Ready For Tonight Marc Korn x Semitoo x Sary                                       | Erstveröffentlichung: 11. März 2022 Label: Dance Magic Records                        |
| 2022 | Falling In Love With You Semitoo x Simon Riemann x Flip Capella                    | Erstveröffentlichung: 25. März 2022 Label: Dance Magic Records                        |
| 2022 | We're Going To Ibiza! Marc Korn x Semitoo x Pazoo                                  | Erstveröffentlichung: 1. April 2022 Label: Dance Magic Records                        |
| 2022 | Thunder In The Sky Marc Korn x Semitoo x VALOMA                                    | Erstveröffentlichung: 15. April 2022 Label: Dance Magic Records                       |
| 2022 | Lost In The Moonlight Marc Korn x Semitoo x VALOMA                                 | Erstveröffentlichung: 29. April 2022 Label: Dance Magic Records                       |
| 2022 | La La La DJane Housekat x Marc Korn x Semitoo                                      | Erstveröffentlichung: 13. Mai 2022 Label: Suprime Music / Dance Magic Records         |
| 2022 | Join Me Marc Korn x Semitoo x Abrissgebeat                                         | Erstveröffentlichung: 27. Mai 2022 Label: Dance Magic Records                         |
| 2022 | In Love Simon Riemann x Semitoo x VALOMA                                           | Erstveröffentlichung: 3. Juni 2022 Label: Dance Magic Records                         |
| 2022 | Live Is Life Marc Korn x Semitoo x Abrissgebeat                                    | Erstveröffentlichung: 17. Juni 2022 Label: Dance Magic Records                        |
| 2022 | Computerliebe Abrissgebeat x Marc Korn x Semitoo                                   | Erstveröffentlichung: 1. Juli 2022 Label: Dance Magic Records                         |
| 2022 | She Doesn't Mind Goldistic x Semitoo                                               | Erstveröffentlichung: 8. Juli 2022 Label: Dance Magic Records                         |
| 2022 | Live Is Life Marc Korn x Age Pee x Semitoo feat. Abrissgebeat                      | Erstveröffentlichung: 15. Juli 2022 Label: Dance Magic Records                        |
| 2022 | Désenchantée Abrissgebeat x Semitoo x Marc Kiss                                    | Erstveröffentlichung: 22. Juli 2022 Label: Dance Magic Records                        |
| 2022 | Fire On Fire Semitoo x Marc Korn x Phil Praise                                     | Erstveröffentlichung: 29. Juli 2022 Label: Dance Magic Records                        |
| 2022 | Voices Marc Korn x Semitoo x Plastik Bass                                          | Erstveröffentlichung: 5. August 2022 Label: Dance Magic Records                       |
| 2022 | Monaco Marc Korn x Semitoo x Phil Praise                                           | Erstveröffentlichung: 12. August 2022 Label: Dance Magic Records                      |
| 2022 | Crying at the Discoteque Marc Korn x Semitoo x Abrissgebeat                        | Erstveröffentlichung: 19. August 2022 Label: Dance Magic Records                      |
| 2022 | Easy To Love Semitoo x Marc Korn                                                   | Erstveröffentlichung: 26. August 2022 Label: Dance Magic Records                      |
| 2022 | Summer Of 69 DJane Housekat x Semitoo x Simon Riemann                              | Erstveröffentlichung: 2. September 2022 Label: Dance Magic Records                    |
| 2022 | Lullaby (La La La) Goldistic x Zamu x Semitoo                                      | Erstveröffentlichung: 9. September 2022 Label: Dance Magic Records                    |
| 2022 | Dancing With Tears In My Eyes Simon Riemann x Semitoo x Viktoria Vane              | Erstveröffentlichung: 16. September 2022 Label: Dance Magic Records                   |
| 2022 | Gimme! Gimme! Gimme! Phil Praise x Marc Korn x Semitoo                             | Erstveröffentlichung: 23. September 2022 Label: Dance Magic Records                   |
| 2022 | Pirate Marc Korn x Semitoo                                                         | Erstveröffentlichung: 30. September 2022 Label: Dance Magic Records                   |
| 2022 | Lights Semitoo x Nerds At Raves x Just Mike                                        | Erstveröffentlichung: 7. Oktober 2022 Label: Dance Magic Records                      |
| 2022 | Around The World (La La La) Semitoo x DJane Housekat x Ivan Fillini                | Erstveröffentlichung: 14. Oktober 2022 Label: Dance Magic Records                     |
| 2022 | Last Unicorn Marc Korn x Semitoo x Plastik Bass                                    | Erstveröffentlichung: 21. Oktober 2022 Label: Dance Magic Records                     |
| 2022 | Your Woman Marc Korn x Semitoo x DAG27                                             | Erstveröffentlichung: 28. Oktober 2022 Label: Dance Magic Records                     |
| 2022 | Pokerface Paul Keen x Marc Korn x Semitoo                                          | Erstveröffentlichung: 4. November 2022 Label: Dance Magic Records                     |
| 2022 | Final Round Semitoo x Marc Korn x STRIO                                            | Erstveröffentlichung: 11. November 2022 Label: Dance Magic Records                    |
| 2022 | Break Your Heart Marc Korn x Semitoo x Stockanotti                                 | Erstveröffentlichung: 18. November 2022 Label: Dance Magic Records                    |
| 2022 | Supermodel Marc Korn x Semitoo x Just Mike                                         | Erstveröffentlichung: 25. November 2022 Label: Dance Magic Records                    |
| 2022 | Tu Vivi Nell' Aria Marc Korn x Ivan Fillini xSemitoo feat. Miani                   | Erstveröffentlichung: 2. Dezember 2022 Label: Dance Magic Records                     |
| 2022 | Don't Look Back Marc Korn x Semitoo x Jaycee Madoxx                                | Erstveröffentlichung: 9. Dezember 2022 Label: Dance Magic Records                     |
| 2022 | Ready Or Not Marc Korn x Plastik Bass x Semitoo                                    | Erstveröffentlichung: 16. Dezember 2022 Label: Dance Magic Records                    |
| 2023 | Tricky Melody Marc Korn x Semitoo x Phil Praise                                    | Erstveröffentlichung: 6. Januar 2023 Label: Dance Magic Records                       |
| 2023 | Weekend Marc Korn x Semitoo x Renee                                                | Erstveröffentlichung: 13. Januar 2023 Label: Dance Magic Records                      |
| 2023 | Lonely Marc Korn x Semitoo x Phil Praise                                           | Erstveröffentlichung: 20. Januar 2023 Label: Dance Magic Records                      |
| 2023 | Hijo De La Luna Marc Korn x Steve Modana x Semitoo                                 | Erstveröffentlichung: 27. Januar 2023 Label: Dance Magic Records                      |
| 2023 | Shakira: Bzrp Music Session, Vol. 53 (Dance Cover) Marc Korn x Semitoo x Just Mike | Erstveröffentlichung: 3. Februar 2023 Label: Dance Magic Records                      |
| 2023 | By Your Side Marc Korn x Semitoo x Just Mike                                       | Erstveröffentlichung: 10. Februar 2023 Label: Dance Magic Records                     |
| 2023 | Uh La La Semitoo x Just Mike x Nerds At Raves                                      | Erstveröffentlichung: 17. Februar 2023 Label: Dance Magic Records                     |
| 2023 | Monster (Rework) Marc Korn x Semitoo x Phil Praise                                 | Erstveröffentlichung: 24. Februar 2023 Label: Dance Magic Records                     |
| 2023 | Spirit Of The Night Marc Korn x Semitoo x Abrissgebeat                             | Erstveröffentlichung: 3. März 2023 Label: Dance Magic Records                         |
| 2023 | Crazy Semitoo x Marc Korn x Jaycee Madoxx                                          | Erstveröffentlichung: 10. März 2023 Label: Dance Magic Records                        |
| 2023 | One Last Time Simon Riemann x Semitoo                                              | Erstveröffentlichung: 24. März 2023 Label: Dance Magic Records                        |
| 2023 | Don't Call Me Marc Korn x Semitoo x Withard                                        | Erstveröffentlichung: 31. März 2023 Label: Dance Magic Records                        |
| 2023 | Spin The Magic Carillon Marc Korn x Semitoo x Michael Roman                        | Erstveröffentlichung: 7. April 2023 Label: Dance Magic Records                        |
| 2023 | Overdose Back2Moon x Marc Korn x Semitoo                                           | Erstveröffentlichung: 14. April 2023 Label: Dance Magic Records                       |
| 2023 | Just Dance Flip Capella x Semitoo x Karma                                          | Erstveröffentlichung: 21. April 2023 Label: Dance Magic Records                       |
| 2023 | Beautiful Life Marc Korn x Semitoo x Just Mike                                     | Erstveröffentlichung: 28. April 2023 Label: Dance Magic Records                       |
| 2023 | Vamos A La Playa Semitoo x Marc Korn x Stockanotti                                 | Erstveröffentlichung: 5. Mai 2023 Label: Dance Magic Records                          |
| 2023 | Bad Milk Marc Korn x Semitoo x Michael Roman                                       | Erstveröffentlichung: 12. Mai 2023 Label: Dance Magic Records                         |
| 2023 | Love Is All We've Got Marc Korn x Semitoo x Michael Roman                          | Erstveröffentlichung: 19. Mai 2023 Label: Dance Magic Records                         |
| 2023 | Words Don't Come Easy Semitoo x Bodybangers x Ramori                               | Erstveröffentlichung: 26. Mai 2023 Label: Dance Magic Records                         |
| 2023 | Runaway WhiteCapMusic x Matthew Clanton x Semitoo                                  | Erstveröffentlichung: 9. Juni 2023 Label: Dance Magic Records                         |
| 2023 | Du Hast Den Schönsten Arsch Der Welt Marc Korn x Semitoo x Bazz (feat. Renee)      | Erstveröffentlichung: 16. Juni 2023 Label: Dance Magic Records                        |
| 2023 | Stardust Paul Keen x Marc Korn x Semitoo                                           | Erstveröffentlichung: 23. Juni 2023 Label: Dance Magic Records                        |
| 2023 | Bad Roses Marc Korn x Semitoo x Michael Roman                                      | Erstveröffentlichung: 30. Juni 2023 Label: Dance Magic Records                        |
| 2023 | You & I Marc Korn x Semitoo x Sary                                                 | Erstveröffentlichung: 7. Juli 2023 Label: Dance Magic Records                         |
| 2023 | Beautiful Simon Riemann x Semitoo x Flip Capella                                   | Erstveröffentlichung: 14. Juli 2023 Label: Dance Magic Records                        |
| 2023 | Sweetest Ass In The World Marc Korn x Semitoo x Bass                               | Erstveröffentlichung: 21. Juli 2023 Label: Dance Magic Records                        |
| 2023 | Masters Of Hardcore Marc Korn x Semitoo x Michael Roman                            | Erstveröffentlichung: 28. Juli 2023 Label: Dance Magic Records                        |
| 2023 | Suono Che Chiama Plastik Bass x Semitoo x Robin White                              | Erstveröffentlichung: 4. August 2023 Label: Dance Magic Records                       |
| 2023 | Last Melody Marc Korn x Semitoo x Paul Keen                                        | Erstveröffentlichung: 11. August 2023 Label: Dance Magic Records                      |
| 2023 | Your Love Marc Korn x Simon Riemann x Semitoo                                      | Erstveröffentlichung: 18. August 2023 Label: Dance Magic Records                      |
| 2023 | Whistling Marc Korn x Semitoo x Michael Roman                                      | Erstveröffentlichung: 25. August 2023 Label: Dance Magic Records                      |
| 2023 | Freed From Desire Marc Korn x Semitoo x Withard                                    | Erstveröffentlichung: 1. September 2023 Label: Dance Magic Records                    |
| 2023 | Saturday Night Marc Korn x Semitoo x Just Mike (feat. Renee)                       | Erstveröffentlichung: 8. September 2023 Label: Dance Magic Records                    |
| 2023 | Beautiful Madness KYANU x Marc Korn x Semitoo                                      | Erstveröffentlichung: 15. September 2023 Label: Kontor Records                        |
| 2023 | Do What I Do Simon Riemann x Semitoo x Stockanotti                                 | Erstveröffentlichung: 22. September 2023 Label: Dance Magic Records                   |
| 2023 | Runaway Train Marc Korn x Semitoo x Michael Roman                                  | Erstveröffentlichung: 29. September 2023 Label: Dance Magic Records                   |
| 2023 | Rumble In The Jungle Marc Korn x Semitoo x DJ E-Maxx                               | Erstveröffentlichung: 6. Oktober 2023 Label: Dance Magic Records                      |
| 2023 | Weekend In Dubai Marc Korn x Semitoo                                               | Erstveröffentlichung: 13. Oktober 2023 Label: Dance Magic Records                     |
| 2023 | Living Next Door To Alice Marc Korn x Danny Suko x Semitoo                         | Erstveröffentlichung: 20. Oktober 2023 Label: Dance Magic Records                     |
| 2023 | Momma Says Marc Korn x Semitoo x Michael Roman                                     | Erstveröffentlichung: 27. Oktober 2023 Label: Dance Magic Records                     |
| 2023 | I Kissed A Girl Marc Korn x Semitoo                                                | Erstveröffentlichung: 3. November 2023 Label: Dance Magic Records                     |
| 2023 | Welt Brennt Marc Korn x Semitoo x MizzLed                                          | Erstveröffentlichung: 10. November 2023 Label: Kontor Records                         |
| 2023 | To The Moon And Back (Hypertechno Mixes) Empyre One x Semitoo                      | Erstveröffentlichung: 24. November 2023 Label: Dance Magic Records                    |
| 2023 | Sex On Fire Marc Korn x Danny Suko x Semitoo                                       | Erstveröffentlichung: 01. Dezember 2023 Label: Dance Magic Records                    |
| 2023 | Rectangle Marc Korn x Semitoo x Michael Roman                                      | Erstveröffentlichung: 08. Dezember 2023 Label: Dance Magic Records                    |
| 2023 | Hypnotized Marc Korn x Semitoo x Head & Heart                                      | Erstveröffentlichung: 15. Dezember 2023 Label: Dance Magic Records                    |
| 2023 | Hijo De La Luna (Hypertechno Mixes) Marc Korn x Steve Modana x Semitoo             | Erstveröffentlichung: 22. Dezember 2023 Label: Dance Magic Records                    |
| 2023 | Faded Marc Korn x Paul Keen x Semitoo                                              | Erstveröffentlichung: 29. Dezember 2023 Label: Dance Magic Records                    |
| 2024 | La Isla Bonita Marc Korn x Semitoo x Just Mike                                     | Erstveröffentlichung: 05. Januar 2024 Label: Dance Magic Records                      |
| 2024 | Where Is My Mind Marc Korn x Danny Suko x Semitoo x DJ Squared                     | Erstveröffentlichung: 12. Januar 2024 Label: Dance Magic Records                      |
| 2024 | Weekend! (Pulsedriver Remix) Marc Korn x Semitoo x Renee                           | Erstveröffentlichung: 19. Januar 2024 Label: Dance Magic Records                      |
| 2024 | My Heart Tatsunoshin x Marc Korn x Semitoo                                         | Erstveröffentlichung: 26. Januar 2024 Label: Dance Magic Records                      |
| 2024 | Der Mann mit dem Koks Marc Korn x Empyre One x Semitoo                             | Erstveröffentlichung: 02. Februar 2024 Label: Dance Magic Records                     |
| 2024 | Uno Due Tre Marc Korn x Semitoo x Michael Roman                                    | Erstveröffentlichung: 09. Februar 2024 Label: Dance Magic Records                     |
| 2024 | Lacrimosa (Techno Mixes) Marc Korn x Semitoo x MOZ                                 | Erstveröffentlichung: 16. Februar 2024 Label: Dance Magic Records                     |
| 2024 | Turn Back The Time Marc Korn x Semitoo                                             | Erstveröffentlichung: 01. März 2024 Label: Dance Magic Records                        |
| 2024 | Tsunami Simon Riemann x Semitoo x Neutrophic                                       | Erstveröffentlichung: 15. März 2024 Label: Dance Magic Records                        |
| 2024 | Poison (Techno Mixes) Marc Korn x Semitoo x Just Mike                              | Erstveröffentlichung: 22. März 2024 Label: Dance Magic Records                        |
| 2024 | Party On A Galaxy Marc Korn x Semitoo x Withard                                    | Erstveröffentlichung: 29. März 2024 Label: Dance Magic Records                        |
| 2024 | Animals Animals Marc Korn x Semitoo x HEAD & HEART                                 | Erstveröffentlichung: 05. April 2024 Label: Dance Magic Records                       |
| 2024 | The Summer Is Magic Marc Korn x Semitoo x Michael Rivera                           | Erstveröffentlichung: 12. April 2024 Label: Dance Magic Records                       |
| 2024 | Toy Gun Marc Korn x Semitoo x SONJA                                                | Erstveröffentlichung: 19. April 2024 Label: Dance Magic Records                       |
| 2024 | Midnight Lady Marc Korn x Semitoo x HEART FX                                       | Erstveröffentlichung: 26. April 2024 Label: Dance Magic Records                       |
| 2024 | Skyfall Simon Rieman x Semitoo x ThomTree                                          | Erstveröffentlichung: 03. Mai 2024 Label: Dance Magic Records                         |
| 2024 | If I Dream Marc Korn x Semitoo x Michael Roman                                     | Erstveröffentlichung: 10. Mai 2024 Label: Dance Magic Records                         |
| 2024 | Gimme! Gimme! 2k24 Semitoo x Marc Korn x Phil Praise                               | Erstveröffentlichung: 17. Mai 2024 Label: Dance Magic Records                         |
| 2024 | 1, 2, 3 Tarari Tarara Marc Korn x Semitoo                                          | Erstveröffentlichung: 24. Mai 2024 Label: Dance Magic Records                         |
| 2024 | Holiday 2k24 Semitoo x Marc Korn x SONJA                                           | Erstveröffentlichung: 31. Mai 2024 Label: Dance Magic Records                         |
| 2024 | Lonely 2k24 Marc Korn x Semitoo x Michael Roman                                    | Erstveröffentlichung: 07. Juni 2024 Label: Dance Magic Records                        |
| 2024 | All I Ever Wanted Marc Korn x Semitoo x Michael Roman                              | Erstveröffentlichung: 21. Juni 2024 Label: Dance Magic Records                        |
| 2024 | Rock That Body Marc Korn x Semitoo x Michael Roman                                 | Erstveröffentlichung: 05. Juli 2024 Label: Dance Magic Records                        |
| 2024 | 18 Marc Korn x Semitoo x Michael Roman                                             | Erstveröffentlichung: 12. July 2024 Label: Dance Magic Records                        |
| 2024 | My Heart Goes (La Di Da) Marc Korn x Semitoo x Michael Roman                       | Erstveröffentlichung: 19. Juli 2024 Label: Dance Magic Records                        |
| 2024 | Passion (Call My Name) Semitoo x Marc Korn                                         | Erstveröffentlichung: 26. Juli 2024 Label: Dance Magic Records                        |
| 2024 | Sweet Caroline Semitoo x Jaycee Madoxx x DJ Zkydriver                              | Erstveröffentlichung: 02. August 2024 Label: Dance Magic Records                      |
| 2024 | I Am The Sound Marc Korn x Semitoo x DJ LXR                                        | Erstveröffentlichung: 09. August 2024 Label: Dance Magic Records                      |
| 2024 | Wind Of Change Marc Korn x Semitoo x Michael Roman                                 | Erstveröffentlichung: 16. August 2024 Label: Dance Magic Records                      |
| 2024 | Mamma Maria Marc Korn x Semitoo x Jaycee Madoxx                                    | Erstveröffentlichung: 23. August 2024 Label: Dance Magic Records                      |
| 2024 | Life Is A Party Marc Korn x Semitoo x Jaycee Madoxx                                | Erstveröffentlichung: 30. August 2024 Label: Dance Magic Records                      |
| 2024 | Un Suono Dentro Marc Korn x Semitoo x Jaycee Madoxx                                | Erstveröffentlichung: 13. September 2024 Label: Dance Magic Records                   |
| 2024 | Rave On Me Marc Korn x Steve Modana xSemitoo                                       | Erstveröffentlichung: 20. September 2024 Label: Dance Magic Records                   |
| 2024 | Yo Soy Cubano Marc Korn x Scotty x Semitoo                                         | Erstveröffentlichung: 27. September 2024 Label: Dance Magic Records                   |
| 2024 | Drunk In Paradise Marc Korn x Semitoo x Michael Roman                              | Erstveröffentlichung: 04. Oktober 2024 Label: Dance Magic Records                     |
| 2024 | Lolita Marc Korn x Semitoo x Jaycee Madoxx                                         | Erstveröffentlichung: 11. Oktober 2024 Label: Dance Magic Records                     |
| 2024 | Cursed Menta xMarc Korn x Semitoo                                                  | Erstveröffentlichung: 18. Oktober 2024 Label: Dance Magic Records                     |
| 2024 | Sometimes I Feel Lonely Marc Korn x Semitoo x DJ E-Maxx                            | Erstveröffentlichung: 25. Oktober 2024 Label: Dance Magic Records                     |
| 2024 | Boys Of Summer Marc Korn x Semitoo x Jaycee Madoxx                                 | Erstveröffentlichung: 01. November 2024 Label: Dance Magic Records                    |
| 2024 | Supanova Marc Korn x Semitoo x Jaycee Madoxx                                       | Erstveröffentlichung: 08. November 2024 Label: Dance Magic Records                    |
| 2024 | Blue Scotty x Marc Korn x Semitoo                                                  | Erstveröffentlichung: 15. November 2024 Label: Dance Magic Records                    |
| 2024 | Talahon Marc Korn x Semitoo x Jaycee Madoxx                                        | Erstveröffentlichung: 22. November 2024 Label: Dance Magic Records                    |
| 2024 | Bassfieber Marc Korn x Semitoo x Jaycee Madoxx                                     | Erstveröffentlichung: 29. November 2024 Label: Dance Magic Records                    |
| 2024 | Frozen Marc Korn x Semitoo x Michael Roman                                         | Erstveröffentlichung: 06. Dezember 2024 Label: Dance Magic Records                    |
| 2024 | Starlight Rave Marc Korn x Semitoo x Michael Roman                                 | Erstveröffentlichung: 13. Dezember 2024 Label: Dance Magic Records                    |
| 2024 | Melody Of Dreams Marc Korn x Semitoo x Ray Silver                                  | Erstveröffentlichung: 20. Dezember 2024 Label: Dance Magic Records                    |
| 2024 | Forever Young Marc Korn x Scotty x Semitoo                                         | Erstveröffentlichung: 27. Dezember 2024 Label: Dance Magic Records                    |
| 2025 | One In A Million Marc Korn x Semitoo x JAMYX                                       | Erstveröffentlichung: 03. Januar 2025 Label: Dance Magic Records                      |
| 2025 | Shut Up And Dance Marc Korn x Semitoo                                              | Erstveröffentlichung: 10. Januar 2025 Label: Dance Magic Records                      |
| 2025 | Ra Ta Ta Tam Marc Korn x Semitoo x LAYRZ                                           | Erstveröffentlichung: 17. Januar 2025 Label: Dance Magic Records                      |
| 2025 | Click Clack Marc Korn x Semitoo x Michael Roman                                    | Erstveröffentlichung: 24. Januar 2025 Label: Dance Magic Records                      |
| 2025 | Earth Song Marc Korn x Semitoo x Bogdan Ioan                                       | Erstveröffentlichung: 31. Januar 2025 Label: Dance Magic Records                      |
| 2025 | Tick Tock Marc Korn x Semitoo x Michael Roman                                      | Erstveröffentlichung: 07. Februar 2025 Label: Dance Magic Records                     |
| 2025 | Inside Outside Marc Korn x Semitoo                                                 | Erstveröffentlichung: 14. Februar 2025 Label: Dance Magic Records                     |
| 2025 | Dis Moi Marc Korn x Semitoo x Jaycee Madoxx                                        | Erstveröffentlichung: 21. Februar 2025 Label: Dance Magic Records                     |
| 2025 | Hide & Seek Marc Korn x Semitoo x Sary                                             | Erstveröffentlichung: 28. Februar 2025 Label: Dance Magic Records                     |
| 2025 | I Follow Rivers Marc Korn x Semitoo                                                | Erstveröffentlichung: 07. März 2025 Label: Dance Magic Records                        |
| 2025 | Million Echo Hearts Marc Korn x Semitoo x Renee                                    | Erstveröffentlichung: 14. März 2025 Label: Dance Magic Records                        |
| 2025 | Leave A Light On Marc Korn x Semitoo x Ray Silver                                  | Erstveröffentlichung: 21. März 2025 Label: Dance Magic Records                        |
| 2025 | Guide Me Home Marc Korn x Semitoo x Michael Roman                                  | Erstveröffentlichung: 28. März 2025 Label: Dance Magic Records                        |
| 2025 | C'est La Vie Marc Korn x Semitoo x Scotty                                          | Erstveröffentlichung: 04. April 2025 Label: Dance Magic Records                       |
| 2025 | Rhythm Is A Dancer Marc Korn x Scotty x Semitoo                                    | Erstveröffentlichung: 11. April 2025 Label: Dance Magic Records                       |
| 2025 | Rock It Marc Korn x Semitoo                                                        | Erstveröffentlichung: 18. April 2025 Label: Dance Magic Records                       |
| 2025 | 4456 Marc Korn x Semitoo                                                           | Erstveröffentlichung: 25. April 2025 Label: Dance Magic Records                       |
| 2025 | Call Me Back Marc Korn x Semitoo x Michael Roman                                   | Erstveröffentlichung: 02. Mai 2025 Label: Dance Magic Records                         |

### Remixes
| Jahr | Titel                                                    | Anmerkungen                                                                 |
| ---- | -------------------------------------------------------- | --------------------------------------------------------------------------- |
| 2017 | Airplane Of Love Club Sukkerz & Mad Loki feat. Chisandra | Erstveröffentlichung: 29. August 2017 Label: Red Light Media (Coma Records) |